# William Brooke O'Shaughnessy
Pour les articles homonymes, voir Brooke.
Cet article possède un paronyme, voir William Brooke.
Sir William Brooke O'Shaughnessy (né à Limerick en octobre 1808, mort en janvier 1889) est un docteur en médecine irlandais. O'Shaughnessy a été diplômé de l'université de médecine d'Édimbourg en 1829.
Il étudia la toxicologie et la chimie en Angleterre, et en 1831, à l'âge de 22 ans, présenta la l'injection intraveineuse d'électrolytes en solution comme pour soigner le choléra. Il rejoignit ensuite la compagnie des Indes orientales en 1833 et gagna Calcutta. Il demeura en Inde pendant neuf ans, où il exerça les fonctions de chirurgien, médecin, professeur de chimie et scientifique.
Ses premières missions en Inde furent placées sous le signe de la pharmacologie botanique, la chimie, la télégraphie, l'électricité galvanique, et la conduction sous-marine, entre d'autres. À Calcutta, il était membre de la Medical and Physical Society de Calcutta, où il a publié l'un de ses premiers articles sur les applications médicales du cannabis. Il a validé les usages populaires du cannabis en Inde, découvert de nouvelles applications et finalement recommandé le cannabis à des fins thérapeutiques très variées.
O'Shaughnessy a établi sa réputation en soulageant avec succès la douleur des rhumatismes et en apaisant les convulsions d'un nourrisson avec du cannabis. Il a finalement popularisé son utilisation en Angleterre. Son succès le plus célèbre est venu quand il a réprimé le spasme musculaire déchirant du tétanos et de la rage avec un traitement à base de la résine de cannabis. Bien qu'il ne puisse pas guérir le tétanos, il a observé que le mélange de cannabis réduisait les symptômes de spasticité et la douleur associée. En 1837, il publie sa conception indépendante d'un moteur électrique. En 1839, O'Shaughnessy a mené des expériences sur un système de télégraphie expérimental qu'il a installé au Jardin botanique de Calcutta avec l'aide de Nathaniel Wallich. Une longueur de 22 miles de fil a été posée en les zigzaguant sur des poteaux de bambou.
En 1841, il retourne en Angleterre où il introduit le Cannabis indica à la médecine occidentale et poursuit ses publications scientifiques.
En 1844 il retourna en Inde où il a travailla à plusieurs échelons du gouvernement dans les domaines de la pharmacologie et de l'analyse chimique. Durant cette période il entama ses travaux sur de divers instruments et systèmes de télégraphe.
Après un bref séjour en Angleterre en 1852, il fut nommé surveillant des télégraphes en 1853. Entre  1853 et 1855, il installa 3 500 milles de télégraphe à travers l'Inde et écrivit de nombreux manuels et rapports sur ses inventions en matière de télégraphie.
En 1856, O'Shaughnessy revint en Angleterre pour y être anobli par la reine Victoria pour son travail sur le télégraphe en Inde. Il fut également nommé directeur général des télégraphes. Il consacra les  années suivantes à l'écriture d'ouvrages sur la télégraphie, dont un livre des codes secrets pour la télégraphie chiffrée.
En 1860 il retourna en l'Europe pour un congé de maladie, où il demeura dans l'anonymat jusqu'à sa mort en janvier 1889.